# Loubinec trojlaločný

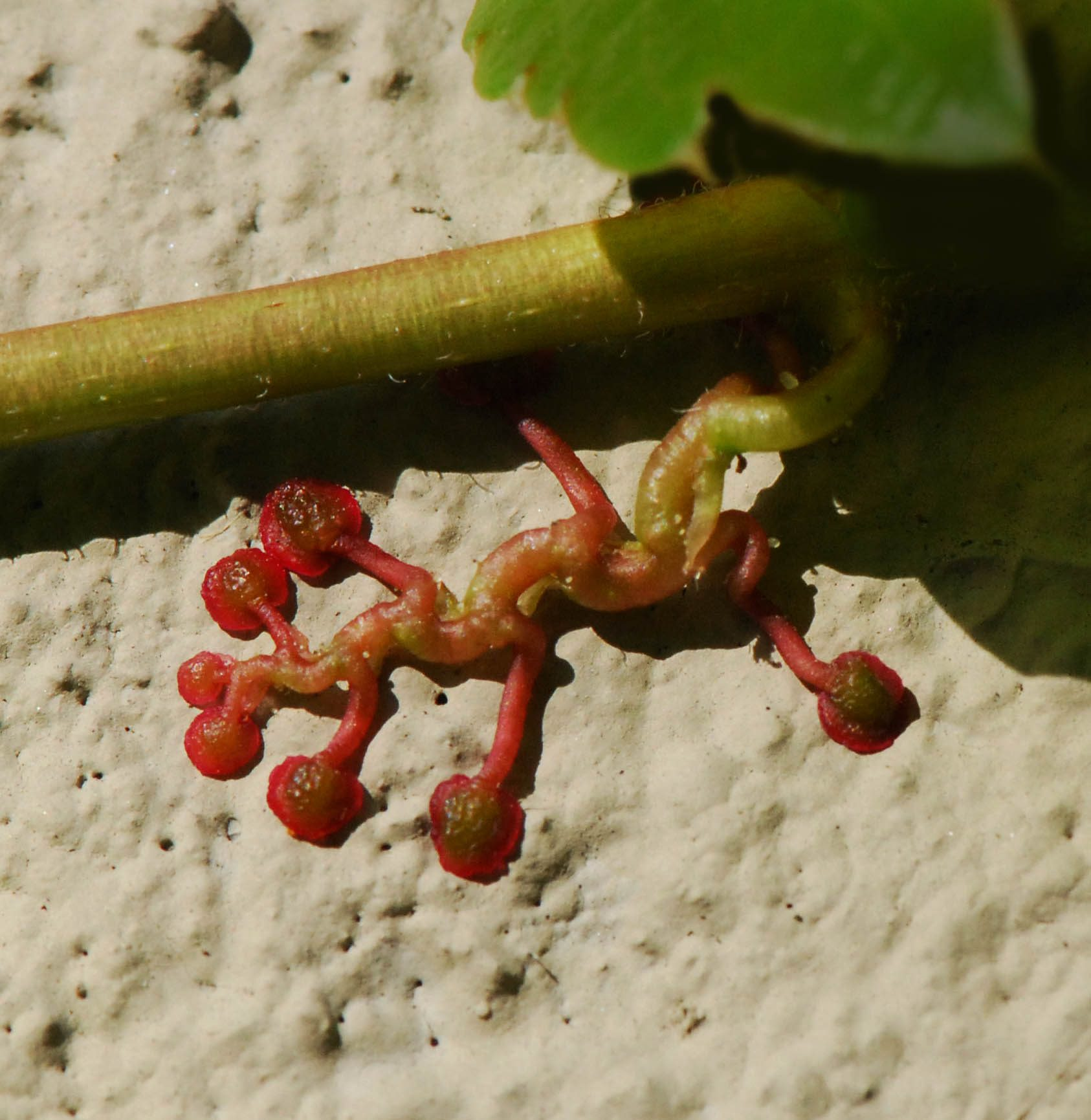
Loubinec trojlaločný, přísavka

Loubinec trojlaločný (Parthenocissus tricuspidata, syn.: Ampelopsis tricuspidata), lidově někdy nazývaný také jako psí víno, je popínavá rostlina z čeledi révovitých.

## Vzhled
- Loubinec trojlaločný je popínavá dřevina. V českých podmínkách šplhá do výšky až 20 metrů.
- Listy jsou střídavé, opadavé, jednoduché, většinou trojlaločné, s pilovitým okrajem. Jen na mladých rostlinách nebo na dolních větvích mohou být trojčetné. Na podzim dochází před opadem k jejich výraznému zbarvení do oranžové až karmínové barvy. Pro šplhání a přichycování na podkladu vytváří víceramenné úponky, které jsou zakončené koncovými přísavnými destičkami.
- Květy jsou malé a zelené, ve vrcholících (které jsou na krátkých větévkách se 2 listy), kališních lístků je 5, korunní lístky jsou volné a je jich také 5. Tyčinek je 5. Semeník je dvoupouzdrý, srostlý se žláznatým terčem. V České republice kvete nejčastěji od června do července.
- Plodem je tmavě modrá až černá bobule, která je většinou ojíněná.

## Rozšíření a výskyt
Loubinec trojlaločný (nazýván i přísavníkem trojcípým) pochází z východní Asie, domácí je v Japonsku, Koreji a na Dálném východě. V České republice je nepůvodní, ale je často pěstován jako okrasná rostlina, která šplhá po zdech domů i po stromech. Vzácně zplaňuje do volné přírody nebo se zde vyskytuje jako pozůstatek staré kultury.

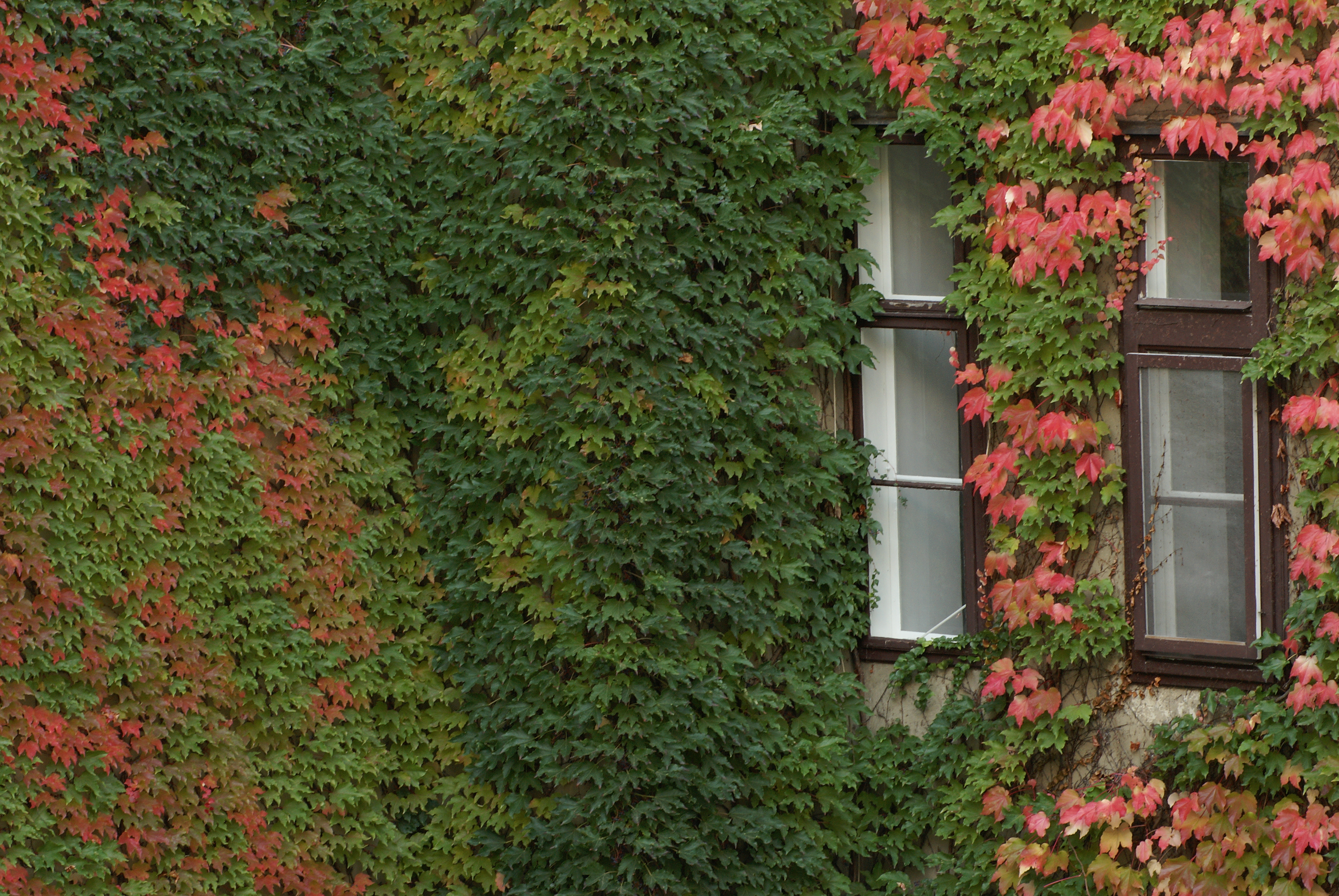
Loubinec trojlaločný je ideální pro pokrytí zdí bez opory.